# Kétegyháza
Kétegyháza – wieś i gmina w południowo-wschodniej części Węgier, w pobliżu miasta Gyula.

## Położenie
Miejscowość leży na obszarze tzw. Kraju Zacisańskiego (węg. Tiszántúl), będącego częścią Wielkiej Niziny Węgierskiej. Gmina położona jest w pobliżu granicy rumuńskiej. Administracyjnie należy do powiatu Gyula, wchodzącego w skład komitatu Békés i jest jedną z 4 jego gmin.